# Victor Westerholm
Victor Axel Westerholm (født 4. januar 1860 i Turku (Åbo); død 19. november 1919 i Turku), var en finsk professor og maler, især af landskaber fra Åland og vintermotiver. Han betegnes som den sidste maler af Düsseldorfskolen, da mange unge malere var begyndt at drage til Paris i stedet. Westerholm opholdt sig i Düsseldorf fra 1878 til 1886 med Eugen Dücker som en af lærerne.
Han var i Paris 1888-90 i flere omgange hvor han blandt andet studerede på Académie Julian.
Westerholm var Åbo kunstmuseums første 'intendent', museumsinspektør, og medgrundlægger af Önningebykolonien, en finsk-svensk kunstnerkoloni, der fandtes på Åland 1886-1914.
| Medlemmer af Önningebykolonien 1886 |  | |
|                                     |  | Medlemmer af Önningebykolonien i den første sommer af koloniens eksistens, 1886. Siddende fra venstre: Hanna Rönnberg, Hilma Westerholm, Elin Danielson og Nina Ahlstedt. Siddende på stol til venstre Alexander Federley og stående derved Victor Westerholm. Foto af Aksel Paul (1863-1927). |

## Galleri
| - Familien - Victor Westerholm og Hilma Alander, hans forlovede, 1884 - Hilma, datteren Greta og Victor Westerholm, ca. 1889 - Victor Westerholm ved staffeliet, 1907 - Selvportræt, 1910 - Selvportræt, 1919 |

| - To gennembrudsværker fra 1885 - Oktoberdag på Åland, 1885 - Postbryggen ved Eckerö, 1885 (fi) |

| - Landskaber - Efterårslandskab, 1883 - Køer i birkeskoven, 1886 - Efter solnedgang. Landskab fra Åland, 1886 - Landskab fra Åland, 1895 |

| - Vintermotiver - Vinterlandskab fra 'Kymmene bruk', 1899 (papirindustri i Kymmene) - Aftensol fra 'Kymmene bruk' 1901 - Parti fra elv ved Svartå, 1917 (fi: Mustio) |

| - Strømmende vand - Elven Kymijoki, 1902 (sv: Kymmene älv) - Vallinkoski, et strømfald, 1913 (fi) |

| - Paris – Hirvensalo i Turku (Åbo) - Seinen i Paris, 1888 - Scene fra Hirvensalo, 1903. En ø i byen Turku (Åbo) (sv) - Vasketøj til tørre, 1900'erne |